# Abraham Girardet

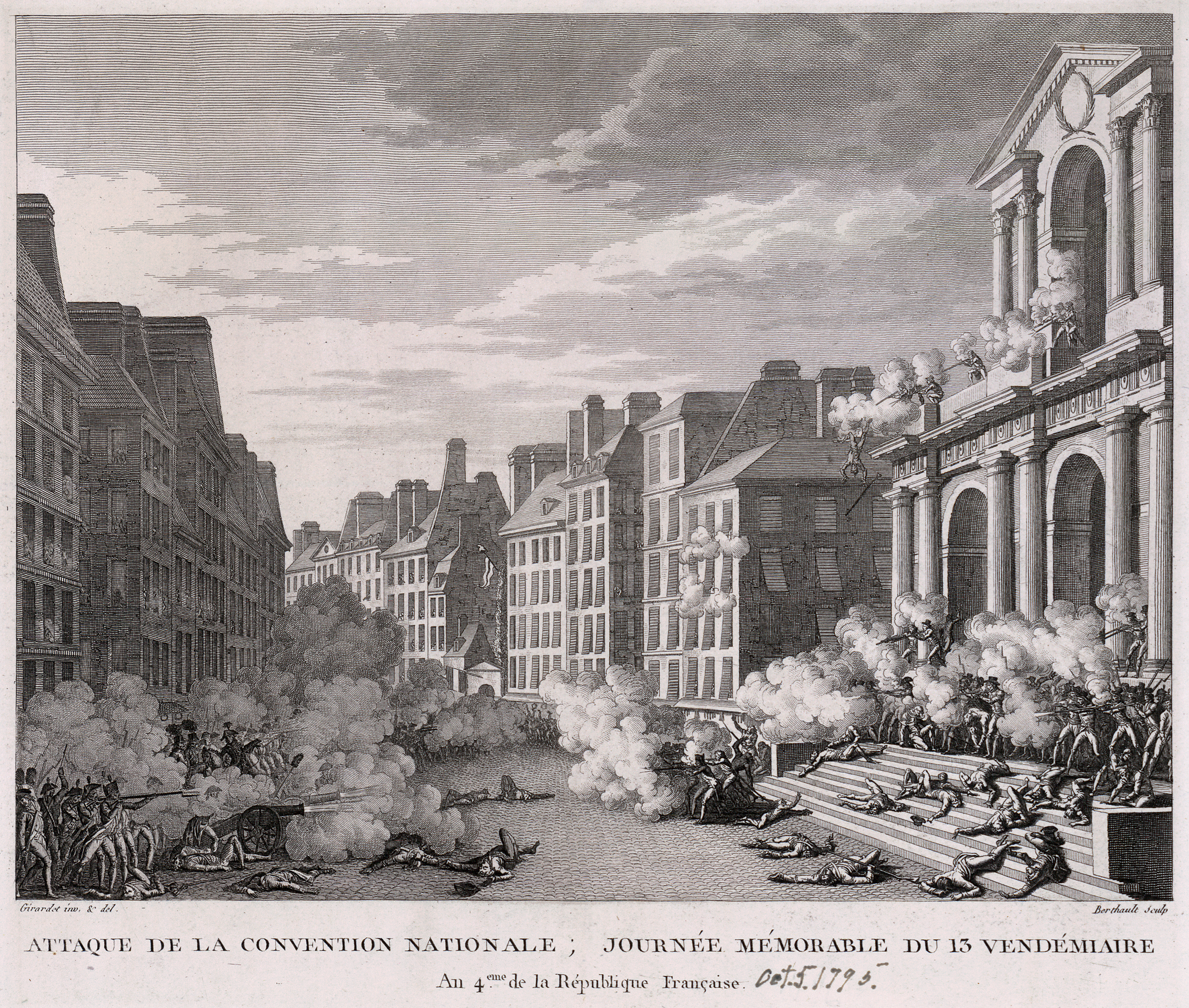
Támadás a Nemzeti Konvent ellen, 1795. október 5, Pierre-Gabriel Berthault akvarellje Abraham Girardet metszete alapján

Abraham Girardet (Le Locle, Neuchâtel kanton, 1764. – Párizs, 1823. január 2.) svájci rézmetsző. Testvére, Charles Samuel Girardet szintén rézmetsző volt.
Nagyon szabatos rézmetszeteket készített. Művei közül kiemelkednek az alábbi festmények nyomán készült metszetek: 
- Raffaello Sanzio: Krisztus színeváltozása
- Nicolas Poussin: A szabin nők elrablása
- Giulio Romano: Titus és Vespasianus császárok diadala
- Andrea del Sarto: A holt Krisztus

1806-ban és 1808-ban díjat nyert a párizsi szalon kiállításán. Életének utolsó éveiben rajzot tanított a párizsi gobelinmanufaktúrában.

## Fordítás
- Ez a szócikk részben vagy egészben  az   Abraham Girardet című német Wikipédia-szócikk ezen változatának fordításán alapul.  Az eredeti cikk szerkesztőit annak laptörténete sorolja fel. Ez a jelzés csupán a megfogalmazás eredetét és a szerzői jogokat jelzi, nem szolgál a cikkben szereplő információk forrásmegjelöléseként.